# Герцог Бургундии (фильм)
Герцог Бургундии (англ. The Duke of Burgundy) — полнометражный фильм, эротическая драма с элементами триллера, снятая в 2014 году режиссёром Питером Стриклэндом. Фильм был удостоен ряда международных кинонаград и заслужил преимущественно положительные отзывы критиков. «Герцог Бургундии» означает народное английское название люцины.

## Сюжет
Фильм начинается и заканчивается идентичными сценами — молодая женщина, Эвэлин (Кьяра Д’Анна), сидит погожим солнечным днём у лесного ручья. Повторяющиеся сцены, полностью, или с отличиями в эмоциональном восприятии ситуации персонажами, важный инструмент фильма.
В следующей сцене та же женщина едет на велосипеде по улочкам условного старого города. Вскоре она прибывает к дому более взрослой и несколько чопорной женщины Синтии (Сидсе Баббет Кнудсен), которая оказывается её заказчицей. Эвэлин зарабатывает уборкой по дому. Синтия даёт ей указания, однако, всё время высказывает неудовольствия действиями работницы, порой проявляет откровенное хамство, и, в конце концов, отчитывает за плохо выстиранное белье. Кульминацией становится наказание, которое от зрителя скрывают за дверью ванной комнаты, но по звуку ясно, что это акт мочеиспускания в рот Эвэлин.
Обе героини полуобнажённые лежат вместе в кровати и проявляют нежность друг к другу. Они лесбийская пара, а предыдущий эпизод был сексуальной игрой, из практики БДСМ, в которой Эвэлин выполняла подчинённую роль, а Синтия — домины.
На протяжении фильма одни и те же сексуальные практики, например, сидение на лице, повторяются. Однако отношение к ним, и чувства переживаемые в них, претерпевают изменения. В первую очередь, со стороны Синтии. Несмотря на подчинённую роль, инициатором данного типа отношений является Эвэлин.
Параллельно с историей отношений развивается фоновый сюжет с докладами на лепидоптерологической конференции — обе женщины занимаются данной наукой, однако, Эвэлин скорее на любительском уровне, в то время, как Синтия на профессиональном. Отношения между женщинами вынуждено подчинены некоторым ритуалам, которые повторяются почти столь же регулярно, как и фазы жизненного цикла у насекомых. Однако в кульминационный момент, в сцене, когда любовницы заказывают кровать особого устройства для обездвиживания сексуально партнёра, постоянство их интимных ритуалов нарушается. Что влечёт за собой и эмоционально болезненные изменения романтических отношений.

## Художественные особенности
Фильм наследует эксплуатационному кино 1970-х, в чём ряд рецензентов увидели оммаж к творчеству Хесуса Франко и Жана Роллена, а также фильмам джалло. О последнем не только открыто заявляет сам режиссёр, но и доказывает, в целом, своей фильмографией. Так же в фильме выдержана соответствующая визуальная эстетика и стилизация.
Несмотря на то, что каждый из фильмов Стриклэнда содержит комедийный элемент, в «Герцоге Бургундии» он представлен наиболее ярко, что подтверждает сам режиссёр. Однако также активно используется и другой излюбленный приём кинематографиста — создание психологического дискомфорта у зрителя. Это может быть достигнуто, как явно, например, в открывающей сцене фильма, когда зритель ещё не осознает природу отношений между главными героинями. Так и более незаметно: в сценах с лепидоптерологическими публичными лекциями некоторые места в зале занимают манекены, что несомненно отсылает к основному приёму создания жуткого, описанному в классических работах по психологии. И что будет явственно использовано Стриклэндом в своём следующем фильме «Маленькое красное платье».
Фильм не сообщает однозначно о времени и месте своего действия. По характерной архитектуре можно лишь предположить, что действие происходит в условной Европе, время также не определено. Так же в фильме ярко выдержан условно «винтажный» стиль в костюмах, убранстве и характерных местах съёмки, например, библиотека университета, заставленная шкафами со старинными книгами.
Благодаря всему этому многочисленные рецензенты наградили фильм эпитетами «стильный» и «элегантный». В свою очередь, фильм послужил вдохновением для создания одноимённой парфюмерной серии. Через весь фильм проводится метафора жизненного цикла насекомых и повторяемости его фаз. Значимость чего режиссёр закрепляет вплоть до заключительных титров, в которых перечислены насекомые, «принявшие участие в съёмках». Причём список оформлен типично для стилистики кино: в порядке появления в фильме, названия перечисленные в две колонки — общепринятое и латинское таксономическое.

## В ролях
| Актёр                | Роль          |
| -------------------- | ------------- |
| Сидсе Бабетт Кнудсен | Синтия        |
| Кьяра Д'Анна         | Эвэлин        |
| Фатма Мохамед        | Плотник       |
| Моника Суинн         | соседка Лорна |
| Эуджения Карузо      | др. Фраксини  |

## Производство
Непосредственно съёмки заняли 30 дней. Оператор Ник Ноуленд, уже работал со Стриклэндом над фильмом «Студия звукозаписи „Берберян“», что способствовало их взаимопониманию и пониманию того, как добиться желаемых визуальных эффектов, в условиях ограниченного бюджета. Съемка велась на цифровую камеру, с использованием зум-объективов, как современных, так и антикварных и линз, дающих переотражения. В частности были использованы объективы производства фирмы Angénieux. Эффект съёмки на плёнку был достигнут на этапе пост-обработки, при помощи программного комплекса ProRes 4444.
Все натурные съемки были сделаны в Венгрии: в Леанифалу, Шикароши, Будапеште, и Шопроне.

## Саундтрек
Саундтрек The Duke of Burgundy был записан группой Cat's Eyes и выпущен отдельным изданием в феврале 2015. Cat’s Eyes — это инди-дуэт Фэриса Бэдвана, вокалиста британской группы The Horrors, и итальяно-канадской певицы Рэйчел Зеффира (сопрано). Питер Стриклэнд с особым вниманием подходит к саундтрекам своих фильмов. Он является меломаном, с интересами к инди жанрам, таким, как неофолк и постпанк. Он сам пишет музыку, дружен с музыкантами, и приглашает понравившиеся музыкальные коллективы для совместной работы. Так для фильма Студия звукозаписи «Берберян» трудилась группа Broadcast, а для «Маленькое красное платье» — Cavern of Anti-Matter. Вот, как описывал своё видение будущего музыкального сопровождения сам режиссёр:

Я хотел [сделать фильм] юмористическим. Но также хотел, чтобы ему был присущ скорбный, элегический тон — что-то вроде музыки Joy Division, но, возможно, не такой удручающий. Немного похоже на Уильяма Лоуза: очень осеннее ощущение, как будто всё подходит к концу и погружается в спячку.
В качестве источников вдохновения он назвал музыку к фильмам джалло (что соответствует общей кинематографической стилистике и интересам режиссёра) и заглавные композиции из фильмов о Джеймсе Бонде. Он особо отметил, что его впечатлила I Knew It Was Over, органная композиция группы Cat’s Eyes с дебютного альбома, записанная с хором в Ватикане.
Среди прочих источников вдохновения режиссёр назвал I Start Counting Бэзила Кёрчина, Everybody’s Talking Гарри Нилсона и «Реквием» Моцарта. А также саундтреки к некоторым фильмам: к «Моргиане» Любоша Фишера, к «Чёрное брюшко тарантула» Эннио Морриконе, композицию Willow’s Song Пола Джованни из фильма «Плетённый человек», Луиса де Пабло к «Дух улья», That’s my little Octopussy Джона Барри из фильма «Осьминожка» и заглавную тему , All Time High, оттуда же, исполненную Ритой Кулидж.

На вопрос журналиста об особенностях работы над саундтреком, Фэрис Бэдван рассказывал: 
Это очень отличалось от написания песен или альбомов для себя. Это было интересно, потому что я никогда не делал ничего подобного раньше. Рейчел, тоже придумала несколько вещей. Нам повезло, что это был наш первый саундтрек к фильму в качестве группы. Питер Стрикленд связался с нами после того, как услышал нашу дебютную запись, и мы обсудили, что, возможно, поработаем вместе в будущем. Так что, мы были вовлечены ещё до того, как фильм был снят. Мы увидели сценарий, и он сразу обрёл визуальную составляющую и атмосферу. Меня захватывало наблюдать за тем, как фильм появляется практически из ничего. 
| Совокупная оценка | Совокупная оценка |
| Источник          | Оценка            |
| ----------------- | ----------------- |
| Metacritic        | 87/100            |
| Оценки критиков   |                   |
| Источник          | Оценка            |
| MusicOMH          | [ 22 ]            |

| №   | Название                              | Длительность |
| --- | ------------------------------------- | ------------ |
| 1.  | «Forest Intro»                        | 0:38 -       |
| 2.  | «The Duke of Burgundy»                | 2:19         |
| 3.  | «Moth»                                | 1:29         |
| 4.  | «Door No. 1»                          | 1:11         |
| 5.  | «Pavane»                              | 0:58         |
| 6.  | «Dr. Schuller»                        | 0:13         |
| 7.  | «Lamplight»                           | 2:48         |
| 8.  | «Door No. 2»                          | 1:39         |
| 9.  | «Carpenter Arrival»                   | 3:33         |
| 10. | «Reflection»                          | 1:43         |
| 11. | «Door No. 3»                          | 1:39         |
| 12. | «Black Madonna»                       | 1:49         |
| 13. | «Silkworm»                            | 0:18         |
| 14. | «Evelyn's Birthday»                   | 2:07         |
| 15. | «Evelyn's Birthday» (Flute Version)   | 1:52         |
| 16. | «Black Madonna» (Cor Anglais Version) | 1:21         |
| 17. | «Night Crickets»                      | 0:20         |
| 18. | «Requiem For the Duke of Burgundy»    | 4:36         |
| 19. | «Hautbois»                            | 2:10         |
| 20. | «Coat of Arms»                        | 2:48         |

Помимо непосредственно композиторского сочинения, звуковое наполнение фильма насыщено полевыми записями. Это обусловлено, как сюжетом, так и работает на создание атмосферы. Стриклэнд кроме прочего, поклонник жанров индастриал и нойз, для которых характерны звуковые эксперименты. В частности в фильме использована композиция Nurse with Wound.

## Критика
Как и прочие работы Стриклэнда «Герцог Бургундии» был благосклонно принят критиками, с успехом показывался на кинофестивалях и понравился преданным поклонникам режиссёра. Однако, что также характерно для фильмов режиссёра, он не стал успешным в коммерческом плане. При бюджете чуть выше £1 млн, он принёс создателем менее $200 тыс. в мировом прокате. На сайте-агрегаторе Rotten Tomatoes он имеет 94 % «свежести», на основе 104 рецензий кинокритиков, однако только 65 % популярности у аудитории. Что согласуется с оценкой в 6,5 балла из 10 на сайте IMDB, на основе ~12 тыс. зрительских оценок.
Автор журнала «Искусство кино» Алексей Тютькин определил фильм, как оммаж режиссёру Хесусу Франко, и провёл через свою рецензию метафору жизненного цикла насекомых, объединив её с ритуальностью, что несомненно соответствует контексту фильма: «лишенная красоты мертвенность сексуальных и научных ритуалов решает ожить — как бабочка, выползающая из хитиновой маски. Достаточно мелочи — растяжения спины, подарка на день рождения, храпа любовницы, укуса комара, — чтобы комедия отношений развернулась в полную силу».
Ким Ньюман в рецензии для журнала Empire предупреждал зрителей, что «если вы готовы войти в мир [фильма], он станет чрезвычайно полезным, забавным, мудрым, печальным и увлекательным опытом». Энн Хорнадей из The Washington Post назвала фильм «стильной, провокационной эротической фантазией», которая «лучше всего преуспевает как человеческая драма и исследование того, как попросить то, что вы хотите, — и, возможно, даже получить это». Обозреватель газеты «КоммерсантЪ» Арсений Туманов, поясняя «родословную» фильма из эксплуатационного кинематографа 1970-х, отметил, что он «на голову выше большинства источников вдохновения — он полностью лишен свойственной подобным картинам безвкусицы. Фильм получился элегантной и красивой историей любви двух женщин, в которой стирается грань между нежностью и насилием, покорностью и подчинением, искусственностью и искренностью, сном и реальностью». 

### Награды
| Год  | Награда                                          | Учредитель                                           |
| ---- | ------------------------------------------------ | ---------------------------------------------------- |
| 2014 | Награда за визионерство имени Вутера Барендрехта | Международный кинофестиваль в Хэмптоне               |
| 2014 | Большой приз жюри                                | Международный кинофестиваль в Филадельфии            |
| 2014 | Лучшая актриса (Сидсе Бабетт Кнудсен)            | Международный кинофестиваль в Турине                 |
| 2015 | Лучший фильм не выпущенный в 2014                | Международное общество любителей кино                |
| 2015 | Европейский композитор                           | Премия Европейской киноакадемии                      |
| 2016 | Лучший дизайн                                    | Сообщество независимых кинематографистов «Хлотрудис» |